# Пучковский сельсовет (Московская область)
Пучковский сельсовет — упразднённая административно-территориальная единица, существовавшая на территории Московской губернии и Московской области до 1954 года.
Пучковский сельсовет был образован в первые годы советской власти. По данным 1924 года он входил в состав Трудовой волости Московского уезда Московской губернии.
23 ноября 1925 года из Пучковского с/с был выделен Катюшинский с/с.
В 1926 году в состав сельсовета входила деревня Пучки. 
В 1929 году Пучковский с/с был отнесён к Коммунистическому району Московского округа Московской области. При этом к нему был присоединён Катюшинский (селение Катюшки) с/с.
27 февраля 1935 года Пучковский с/с был передан в Дмитровский район.
4 января 1939 года Пучковский с/с был передан в Краснополянский район.
14 июня 1954 года Пучковский с/с был упразднён. При этом его территория (селения Катюшки и Пучки) была передана Киовскому с/с.